# Harald Zech
Harald Zech (* 25. Februar 1969) ist ein ehemaliger liechtensteinischer Fussballspieler.

## Leben und Karriere
Der Anfang der 1990er Jahre im Hofkeller von Franz Josef II., Fürst von und zu Liechtenstein, den Beruf des Winzers erlernende Mittelfeldspieler Zech gehörte bereits in der Zeit vor Liechtensteins erstmaliger Teilnahme in seiner Verbandsgeschichte an einer Qualifikationsrunde für eine Europameisterschaft zur Nationalelf seines Heimatlandes. Insgesamt absolvierte er vom 12. März 1991 bis zum 29. März 2003 40 Länderspiele für die liechtensteinische Fussballnationalmannschaft, in denen er einmal ins gegnerische Tor traf.